# گئورگ قاریبیان
گئورگ قاریبیان (انگلیسی: Gevorg Gharibyan؛ ۱۱ دسامبر ۱۹۹۴) کشتی‌گیر اهل ارمنستان بود.